# Tyumen-2
Die Tyumen-2 ist ein ehemals russisches Fluss-Seeschiff. Bekannt wurde es am 14. April 2011 durch einen Schiffsunfall auf dem Nord-Ostsee-Kanal mit zwei Toten. Seit Ende 2016 ist das Schiff als Arkanoor 2 unter iranischer Flagge in Fahrt.

## Einzelheiten
Die Kiellegung des Schiffes fand am 5. August 1988 als Baunummer 2329 der Werft Závody ťažkého strojárstva (ZTS) in Komárno (Slowakei) statt, die Fertigstellung folgte am 31. März 1989. Das Schiff zählt zu einer in größerer Anzahl gebauten Serie eines fluss- und kanalgängigen Küstenmotorschiffstyps der russischen Handelsflotte.
Das als Amur-2529 in Dienst gestellte Schiff wurde vorwiegend auf kombinierten Binnen- und Küstendiensten in Nord- und Ostsee eingesetzt. Ab Juli 2007 fuhr es unter dem Namen Tyumen-2 für die Reederei Reskom Tyumen aus Tjumen. Im November 2016 wurde das Schiff auf die iranische Gesellschaft Arka Noor Pars Company übertragen, in Arkanoor 2 umbenannt und seitdem von der Reederei Sepehr Noor Mobin Shipping Company betrieben.
Das Schiff ist ein Trockenfrachter mit drei Laderäumen und einem Gesamtladerauminhalt von 4064 Kubikmetern. Es können 102 20-Fuß-Container an Bord gestaut werden. Der Antrieb der flachgehenden Schiffe besteht aus zwei Viertaktmotoren, die über Untersetzungsgetriebe auf Festpropeller wirken. Zur Unterstützung der An- und Ablegemanöver verfügt der Schiffstyp über ein Bugstrahlruder.

## Kollision am 14. April 2011

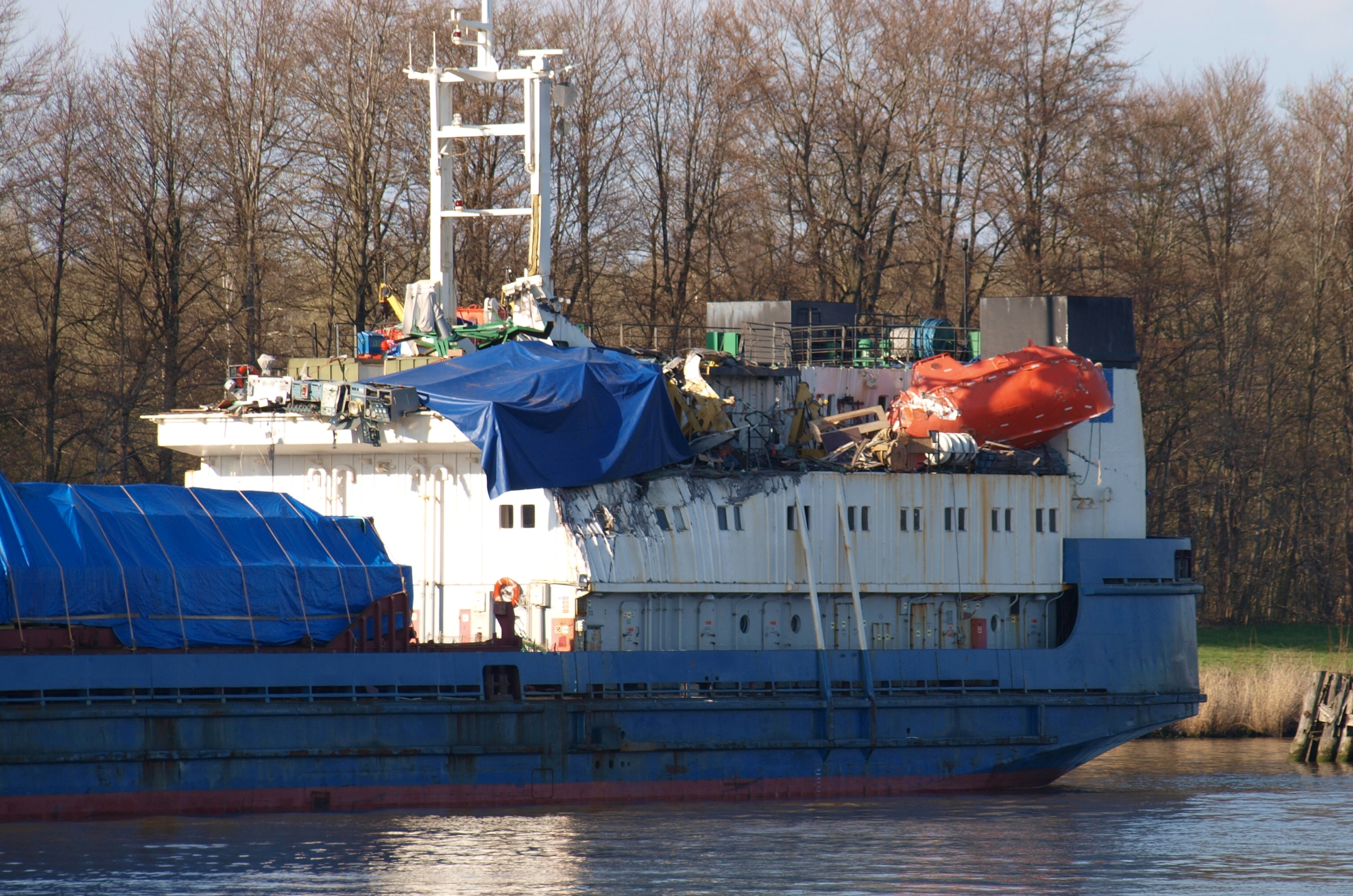
Die beschädigten Aufbauten der Tyumen-2

Am 14. April 2011 befand sich die Tyumen-2 auf einer Reise mit Holz von Riga nach Hull. Um 7:00 Uhr kollidierte das Schiff bei starkem Nebel auf dem Nord-Ostsee-Kanal etwa einen Kilometer nördlich der Grünentaler Hochbrücke mit dem von Hamburg nach Gdynia fahrenden Sietas-Typ-168-Containerfeederschiff OOCL Finland.
Aufgrund der schlechten Sichtbedingungen war die OOCL Finland in der Kanalkurve zwischen der Grünentaler Hochbrücke und der Weiche Fischerhütte zu dicht an das Steuerbordufer geraten. Infolge des Bankeffekts drehte das Schiff trotz Steuerbord-Hartruderlage nach Backbord und rammte die Tyumen-2. Die Aufbauten der Tyumen-2 wurden dabei schwer beschädigt, unter anderem wurde das Steuerhaus des russischen Frachters komplett weggerissen. Beim Zusammenstoß kamen der 57-jährige Lotse sowie der 43 Jahre alte Kanalsteurer ums Leben. Der 45-jährige Kapitän der Tyumen-2 sowie ein Seemann wurden schwer verletzt, ein weiterer Seemann trug leichtere Verletzungen davon.
Drei nachfolgende Schiffe, die Tanker Clipper Sund, Ruth Theresa sowie Eships Bainunah, steuerten in die Böschung des Kanals, beziehungsweise stoppten auf, um weitere Kollisionen zu vermeiden. Der Kollisionsgegner OOCL Finland konnte aus eigener Kraft weiter zum Hafen Rendsburg fahren, die Tyumen-2 wurde zunächst zur Weiche Fischerhütte und später nach Rendsburg geschleppt. Das abgerissene Brückenhaus wurde am 16. April 2011 von der Brunsbütteler Firma Schramm aus dem Fahrwasser geborgen.
Die Tyumen-2 wurde anschließend in Glückstadt repariert und am 5. Dezember 2011 wieder in Fahrt gesetzt.